# Mutamadiyya

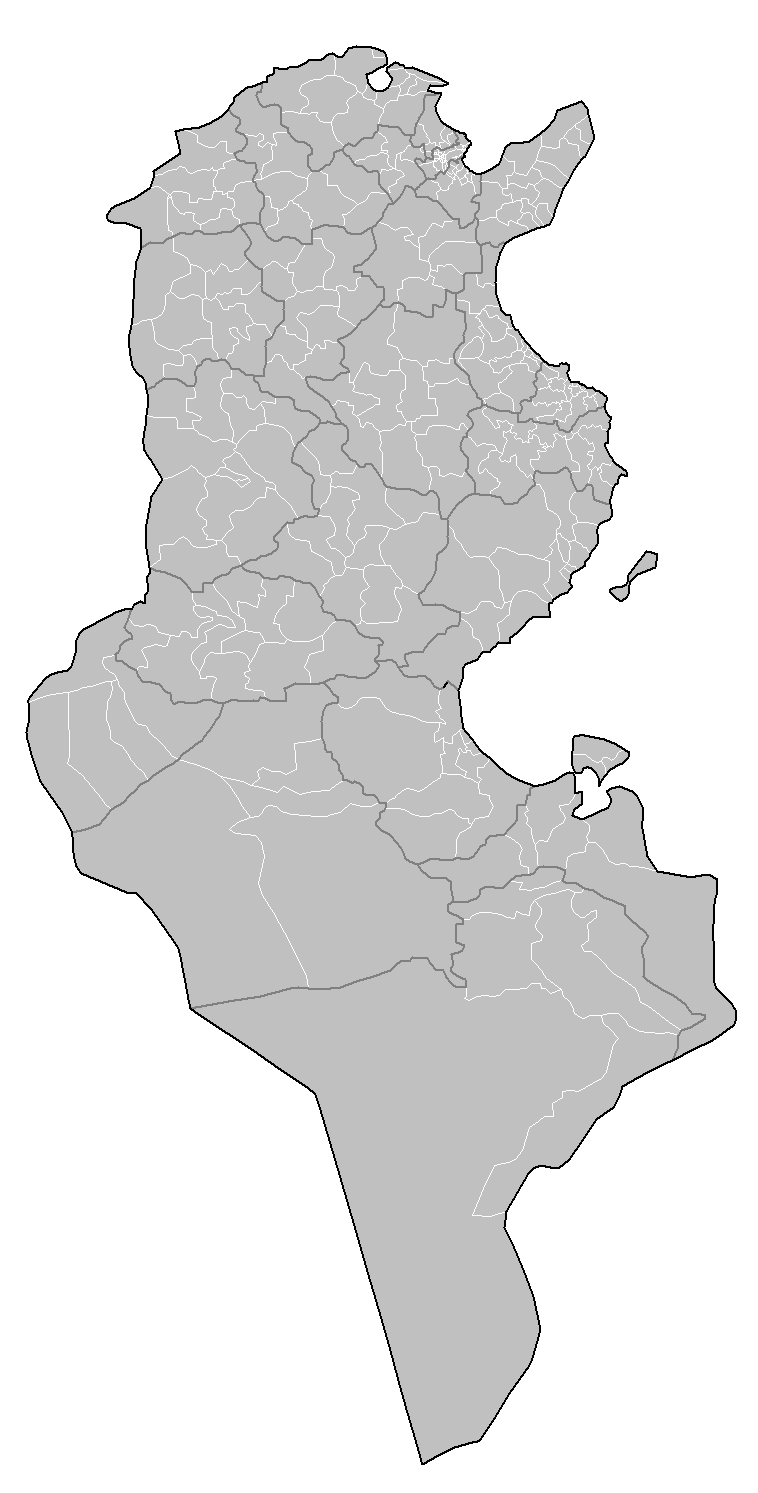
Mapa de les delegacions de Tunísia per governació

Una mutamadiyya (àrab: معتمديّة, muʿtamadiyya) o delegació és una subdivisió administrativa de segon nivell de Tunísia. És una circumscripció administrativa intermèdia entre la governació o wilaya i el sector o imada.
En data de 31 de desembre de 2012 hi havia 264 delegacions que estaven vinculades a 24 governacions i dividides en 2.083 sectors.
El representant de l'Estat en cada delegació és el mutamad o delegat. És designat pel ministre de l'Interior i del Desenvolupament Local i es troba sota la tutela del governador. Assegura el funcionament dels serveis locals administratius i presideix el Consell Local de Desenvolupament, un òrgan consultiu.
Les delegacions tenen coherència geogràfica i demogràfica. En aquest sentit, la delegació cobreix un territori d'extensió limitada que ha de permetre a les poblacions dels llocs inclosos anar fàcilment al cap de districte per trobar-hi activitats de servei públic o privat (especialment un hospital o dispensari, un institut d'ensenyament secundari, etc.).
En les zones urbanes la divisió es fa sobretot per coherència demogràfica: en general una delegació compta amb diverses desenes de milers d'habitants. En canvi, en les zones rurals la divisió es fa sobretot per coherència geogràfica, sense tenir en compte la població, que pot ser només d'alguns milers d'habitants. Així, per exemple, la delegació d'Hazoua, en la governació de Tozeur, a pocs quilòmetres de la frontera amb Algèria, té una població de només 4.162 habitants perquè està situada en un medi desèrtic amb una forta dispersió dels seus habitants.